# Mons Ampère
Mons Ampère är ett berg på norra sidan av den del av månen som vetter mot jorden.
Mons Ampère har fått sitt namn efter den franske fysikern André-Marie Ampère, som också har givit sitt namn till SI-enheten ampere (A) för elektrisk ström. Koordinater är 19 N, 4 V.
Det är snarast ett bergsmassiv som sträcker sig omkring 30 km i nord-sydlig riktning. Berget ligger i den centrala delen av bergskedjan Montes Apenninus. Precis öster om Mons Ampère i samma bergskedja ligger Mons Huygens. Nordväst om Mons Ampère ligger månhavet Mare Imbrium och en kort bit ut på havet i nordväst från bergets norra ände ligger den lilla kratern Huxley.